# Dendrobium uniflorum
Dendrobium uniflorum Griff., 1851 è una pianta della famiglia delle Orchidacee.

## Descrizione
È una pianta di taglia media, che cresce su alberi (epifita). Presenta uno stelo robusto, scanalato, spesso contrassegnato da strisce rosse, che porta molte foglie amplessicaule, di forma variabile tra ellittica ed oblungo-lanceolata, bilobate all'apice. La fioritura avviene in primavera, caratteristicamente con un unico fiore, aggettante dai nodi del fusto, duraturo di trama pesante e di colore bianco con sfumature che variano dal giallo al marrone nel labello..

## Distribuzione e habitat
È una pianta originaria di Thailandia, Vietnam, parte peninsulare della Malaysia, Sumatra, Borneo, Sulawesi e le Filippine, in boschi sempreverdi di pianura o in foreste di montagna, da 300 a 1600 metri di altitudine.

## Coltivazione
Queste piante hanno bisogno di una posizione alla luce diretta del sole senza riposo invernale, con un regime costante di acqua e fertilizzante.